# Jerzy Czerbniak
Jerzy Czerbniak (* 29. September 1947 in Kutno) ist ein ehemaliger polnischer Sprinter.
Bei den Olympischen Spielen 1972 wurde er Sechster in der 4-mal-100-Meter-Staffel.
1972 wurde er Polnischer Meister über 200 m.

## Persönliche Bestzeiten
- 100 m: 10,53 s, 17. August 1972, Warschau
- 200 m: 21,21 s, 19. August 1972, Warschau